# Gran Premio motociclistico d'Italia 2008
Il Gran Premio motociclistico d'Italia 2008 corso il 1º giugno, è stato il sesto Gran Premio della stagione 2008 e ha visto vincere: la Yamaha di Valentino Rossi in MotoGP, Marco Simoncelli nella classe 250 e Simone Corsi nella classe 125.

## MotoGP

### Qualifiche
| Pos | Nº | Pilota           | Moto     | Tempo    | Distacco |
| --- | -- | ---------------- | -------- | -------- | -------- |
| 1   | 46 | Valentino Rossi  | Yamaha   | 1'48.130 |          |
| 2   | 2  | Daniel Pedrosa   | Honda    | 1'48.297 | 0.167    |
| 3   | 65 | Loris Capirossi  | Suzuki   | 1'48.313 | 0.183    |
| 4   | 1  | Casey Stoner     | Ducati   | 1'48.375 | 0.245    |
| 5   | 5  | Colin Edwards    | Yamaha   | 1'48.383 | 0.253    |
| 6   | 69 | Nicky Hayden     | Honda    | 1'48.666 | 0.536    |
| 7   | 48 | Jorge Lorenzo    | Yamaha   | 1'48.905 | 0.775    |
| 8   | 52 | James Toseland   | Yamaha   | 1'49.025 | 0.895    |
| 9   | 56 | Shin'ya Nakano   | Honda    | 1'49.095 | 0.965    |
| 10  | 15 | Alex De Angelis  | Honda    | 1'49.145 | 1.015    |
| 11  | 7  | Chris Vermeulen  | Suzuki   | 1'49.220 | 1.090    |
| 12  | 14 | Randy de Puniet  | Honda    | 1'49.246 | 1.116    |
| 13  | 4  | Andrea Dovizioso | Honda    | 1'49.565 | 1.435    |
| 14  | 21 | John Hopkins     | Kawasaki | 1'49.601 | 1.471    |
| 15  | 8  | Tadayuki Okada   | Honda    | 1'49.829 | 1.699    |
| 16  | 24 | Toni Elías       | Ducati   | 1'49.851 | 1.721    |
| 17  | 50 | Sylvain Guintoli | Ducati   | 1'50.275 | 2.145    |
| 18  | 33 | Marco Melandri   | Ducati   | 1'50.465 | 2.335    |
| 19  | 13 | Anthony West     | Kawasaki | 1'50.889 | 2.759    |

### Gara

#### Arrivati al traguardo
| Pos | Nº | Pilota           | Squadra                 | Motocicletta | Giri | Tempo     | Griglia | Punti |
| --- | -- | ---------------- | ----------------------- | ------------ | ---- | --------- | ------- | ----- |
| 1   | 46 | Valentino Rossi  | Fiat Yamaha             | Yamaha       | 23   | 42:31.153 | 1       | 25    |
| 2   | 1  | Casey Stoner     | Ducati Marlboro         | Ducati       | 23   | +2.201    | 4       | 20    |
| 3   | 2  | Daniel Pedrosa   | Repsol Honda            | Honda        | 23   | +4.867    | 2       | 16    |
| 4   | 15 | Alex De Angelis  | San Carlo Honda Gresini | Honda        | 23   | +6.313    | 10      | 13    |
| 5   | 5  | Colin Edwards    | Tech 3 Yamaha           | Yamaha       | 23   | +12.530   | 5       | 11    |
| 6   | 52 | James Toseland   | Tech 3 Yamaha           | Yamaha       | 23   | +13.806   | 8       | 10    |
| 7   | 65 | Loris Capirossi  | Rizla Suzuki            | Suzuki       | 23   | +14.447   | 3       | 9     |
| 8   | 4  | Andrea Dovizioso | JiR Team Scot           | Honda        | 23   | +15.319   | 13      | 8     |
| 9   | 56 | Shin'ya Nakano   | San Carlo Honda Gresini | Honda        | 23   | +15.327   | 9       | 7     |
| 10  | 7  | Chris Vermeulen  | Rizla Suzuki            | Suzuki       | 23   | +30.785   | 11      | 6     |
| 11  | 50 | Sylvain Guintoli | Alice Team              | Ducati       | 23   | +39.621   | 17      | 5     |
| 12  | 24 | Toni Elías       | Alice Team              | Ducati       | 23   | +50.021   | 16      | 4     |
| 13  | 69 | Nicky Hayden     | Repsol Honda            | Honda        | 23   | +50.440   | 6       | 3     |
| 14  | 8  | Tadayuki Okada   | Repsol Honda            | Honda        | 23   | +58.849   | 15      | 2     |
| 15  | 13 | Anthony West     | Kawasaki Racing         | Kawasaki     | 23   | +1:00.736 | 19      | 1     |

#### Ritirati
| Nº | Pilota          | Squadra         | Motocicletta | Giri | Griglia |
| -- | --------------- | --------------- | ------------ | ---- | ------- |
| 48 | Jorge Lorenzo   | Fiat Yamaha     | Yamaha       | 6    | 7       |
| 21 | John Hopkins    | Kawasaki Racing | Kawasaki     | 6    | 14      |
| 14 | Randy de Puniet | LCR Honda       | Honda        | 5    | 12      |
| 33 | Marco Melandri  | Ducati Marlboro | Ducati       | 5    | 18      |

## Classe 250

### Arrivati al traguardo
| Pos | Nº | Pilota              | Squadra                    | Motocicletta | Giri | Tempo     | Griglia | Punti |
| --- | -- | ------------------- | -------------------------- | ------------ | ---- | --------- | ------- | ----- |
| 1   | 58 | Marco Simoncelli    | Metis Gilera               | Gilera       | 21   | 40:19.910 | 3       | 25    |
| 2   | 6  | Alex Debón          | Lotus Aprilia              | Aprilia      | 21   | +0.499    | 7       | 20    |
| 3   | 12 | Thomas Lüthi        | Emmi - Caffe Latte         | Aprilia      | 21   | +0.712    | 8       | 16    |
| 4   | 36 | Mika Kallio         | Red Bull KTM               | KTM          | 21   | +7.403    | 4       | 13    |
| 5   | 75 | Mattia Pasini       | Polaris World              | Aprilia      | 21   | +12.542   | 9       | 11    |
| 6   | 15 | Roberto Locatelli   | Metis Gilera               | Gilera       | 21   | +12.790   | 18      | 10    |
| 7   | 17 | Karel Abraham       | Cardion AB Motoracing      | Aprilia      | 21   | +16.114   | 16      | 9     |
| 8   | 4  | Hiroshi Aoyama      | Red Bull KTM               | KTM          | 21   | +17.316   | 10      | 8     |
| 9   | 41 | Aleix Espargaró     | Lotus Aprilia              | Aprilia      | 21   | +19.642   | 14      | 7     |
| 10  | 14 | Ratthapark Wilairot | Thai Honda PTT SAG         | Honda        | 21   | +19.704   | 17      | 6     |
| 11  | 60 | Julián Simón        | Repsol KTM                 | KTM          | 21   | +19.751   | 13      | 5     |
| 12  | 25 | Alex Baldolini      | Matteoni Racing            | Aprilia      | 21   | +47.360   | 21      | 4     |
| 13  | 50 | Eugene Laverty      | Blusens Aprilia            | Aprilia      | 21   | +47.422   | 20      | 3     |
| 14  | 32 | Fabrizio Lai        | Campetella Racing          | Gilera       | 21   | +1:13.423 | 15      | 2     |
| 15  | 10 | Imre Tóth           | Toth Aprilia               | Aprilia      | 21   | +1:25.891 | 19      | 1     |
| 16  | 7  | Russell Gómez       | Blusens Aprilia            | Aprilia      | 21   | +1:36.557 | 22      |       |
| 17  | 45 | Doni Tata Pradita   | Yamaha Pertamina Indonesia | Yamaha       | 21   | +1:48.224 | 23      |       |

### Ritirati
| Nº | Pilota          | Squadra           | Motocicletta | Giri | Griglia |
| -- | --------------- | ----------------- | ------------ | ---- | ------- |
| 21 | Héctor Barberá  | Toth Aprilia      | Aprilia      | 19   | 1       |
| 72 | Yūki Takahashi  | JiR Team Scot     | Honda        | 17   | 11      |
| 52 | Lukáš Pešek     | Auto Kelly - CP   | Aprilia      | 9    | 5       |
| 55 | Héctor Faubel   | Mapfre Aspar      | Aprilia      | 9    | 12      |
| 54 | Manuel Poggiali | Campetella Racing | Gilera       | 9    | 6       |
| 19 | Álvaro Bautista | Mapfre Aspar      | Aprilia      | 6    | 2       |

## Classe 125

### Arrivati al traguardo
| Pos | Nº | Pilota               | Squadra                   | Motocicletta | Giri | Tempo     | Griglia | Punti |
| --- | -- | -------------------- | ------------------------- | ------------ | ---- | --------- | ------- | ----- |
| 1   | 24 | Simone Corsi         | Jack & Jones WRB          | Aprilia      | 20   | 39:59.020 | 8       | 25    |
| 2   | 1  | Gábor Talmácsi       | Bancaja Aspar             | Aprilia      | 20   | +0.019    | 2       | 20    |
| 3   | 44 | Pol Espargaró        | Belson Derbi              | Derbi        | 20   | +0.036    | 4       | 16    |
| 4   | 63 | Mike Di Meglio       | Ajo Motorsport            | Derbi        | 20   | +0.135    | 3       | 13    |
| 5   | 38 | Bradley Smith        | Polaris World             | Aprilia      | 20   | +0.178    | 7       | 11    |
| 6   | 33 | Sergio Gadea         | Bancaja Aspar             | Aprilia      | 20   | +0.490    | 5       | 10    |
| 7   | 18 | Nicolás Terol        | Jack & Jones WRB          | Aprilia      | 20   | +0.832    | 9       | 9     |
| 8   | 11 | Sandro Cortese       | Emmi - Caffe Latte        | Aprilia      | 20   | +3.865    | 6       | 8     |
| 9   | 6  | Joan Olivé           | Belson Derbi              | Derbi        | 20   | +3.928    | 14      | 7     |
| 10  | 17 | Stefan Bradl         | Grizzly Gas Kiefer Racing | Aprilia      | 20   | +5.439    | 11      | 6     |
| 11  | 51 | Stevie Bonsey        | Degraaf Grand Prix        | Aprilia      | 20   | +10.244   | 13      | 5     |
| 12  | 29 | Andrea Iannone       | I.C. Team                 | Aprilia      | 20   | +10.447   | 12      | 4     |
| 13  | 35 | Raffaele De Rosa     | Onde 2000 KTM             | KTM          | 20   | +18.366   | 1       | 3     |
| 14  | 45 | Scott Redding        | Blusens Aprilia Junior    | Aprilia      | 20   | +23.201   | 16      | 2     |
| 15  | 60 | Michael Ranseder     | I.C. Team                 | Aprilia      | 20   | +24.440   | 18      | 1     |
| 16  | 73 | Takaaki Nakagami     | I.C. Team                 | Aprilia      | 20   | +26.631   | 15      |       |
| 17  | 34 | Randy Krummenacher   | Red Bull KTM              | KTM          | 20   | +30.629   | 19      |       |
| 18  | 7  | Efrén Vázquez        | Blusens Aprilia Junior    | Aprilia      | 20   | +30.730   | 25      |       |
| 19  | 93 | Marc Márquez         | Repsol KTM                | KTM          | 20   | +33.868   | 23      |       |
| 20  | 8  | Lorenzo Zanetti      | ISPA KTM Aran             | KTM          | 20   | +36.928   | 31      |       |
| 21  | 30 | Pere Tutusaus        | Bancaja Aspar             | Aprilia      | 20   | +49.951   | 32      |       |
| 22  | 40 | Lorenzo Savadori     | RCGM                      | Aprilia      | 20   | +50.038   | 22      |       |
| 23  | 16 | Jules Cluzel         | Loncin Racing             | Loncin       | 20   | +50.040   | 24      |       |
| 24  | 77 | Dominique Aegerter   | Ajo Motorsport            | Derbi        | 20   | +50.052   | 26      |       |
| 25  | 12 | Esteve Rabat         | Repsol KTM                | KTM          | 20   | +56.360   | 20      |       |
| 26  | 47 | Riccardo Moretti     | CRP Racing                | Honda        | 20   | +1:06.247 | 35      |       |
| 27  | 5  | Alexis Masbou        | Loncin Racing             | Loncin       | 20   | +1:06.566 | 39      |       |
| 28  | 21 | Robin Lässer         | Grizzly Gas Kiefer Racing | Aprilia      | 20   | +1:06.982 | 33      |       |
| 29  | 56 | Hugo van den Berg    | Degraaf Grand Prix        | Aprilia      | 20   | +1:09.266 | 28      |       |
| 30  | 42 | Luca Vitali          | RCGM                      | Aprilia      | 20   | +1:10.551 | 38      |       |
| 31  | 43 | Gabriele Ferro       | Metasystem RS             | Honda        | 20   | +1:10.567 | 34      |       |
| 32  | 69 | Louis Rossi          | FFM Honda GP 125          | Honda        | 20   | +1:36.451 | 37      |       |
| 33  | 39 | Ferrucio Lamborghini | Junior GP Racing Dream    | Aprilia      | 20   | +1:39.883 | 36      |       |
| 34  | 95 | Robert Mureșan       | Grizzly Gas Kiefer Racing | Aprilia      | 18   | +2 giri   | 30      |       |

### Ritirati
| Nº | Pilota              | Squadra            | Motocicletta | Giri | Griglia |
| -- | ------------------- | ------------------ | ------------ | ---- | ------- |
| 99 | Danny Webb          | Degraaf Grand Prix | Aprilia      | 19   | 17      |
| 71 | Tomoyoshi Koyama    | ISPA KTM Aran      | KTM          | 16   | 10      |
| 19 | Roberto Lacalendola | Matteoni Racing    | Aprilia      | 11   | 29      |
| 22 | Pablo Nieto         | Onde 2000 KTM      | KTM          | 8    | 27      |
| 27 | Stefano Bianco      | S3+ WTR San Marino | Aprilia      | 2    | 21      |